# Mljet
Mljet (em croata:  Mljet, em italiano:  Meleda, em latim: Melitussa) é uma ilha da Croácia e do Mar Adriático com cerca de 98,01 km² de área, e 1111 habitantes (censo de 2001).

## Geografia
Mljet fica a sul da península de Pelješac, da qual se separa pelo canal de Mljet. O seu comprimento é de 37 km, a largura média de 3,2 km. É de origem vulcânica, com numerosos barrancos e desfiladeiros, dos quais o maior, o Babino Polje, liga o norte e o sul da ilha. Polace, o porto principal no norte, é um porto de escala para os navios de turismo. Mljet tem um hotel - O Odisej - na parte noroeste da ilha.
A parte noroeste da ilha inclui um grande lago de água salgada, e uma pequena ilha dentro deste. É parque nacional desde 12 de novembro de 1960.
Os antigos gregos chamaram à ilha "Melita" ("mel"), e ao longo ds séculos, evoluiu até se converter no nome eslavo, Mljet (pronunciado Mliet) e no seu dual latino Meleda.
Cerca de 72% da ilha está coberta de bosques. A estrutura geológica da ilha é formada por calcário e dolomita formando crestas e encostas; as poucas depressões na ilha de Mljet estão abaixo do nível do mar e são conhecidas como blatine ("lagos de barro") ou slatine ("lagos de sal"). Durante as temporadas de chuva, os lagos de barro enchem-se de água, mas durante o verão esta torna-se salobra.
O clima é mediterrânico, com temperaturas médias em janeiro de 9 °C e em julho perto dos 24 °C.

## História

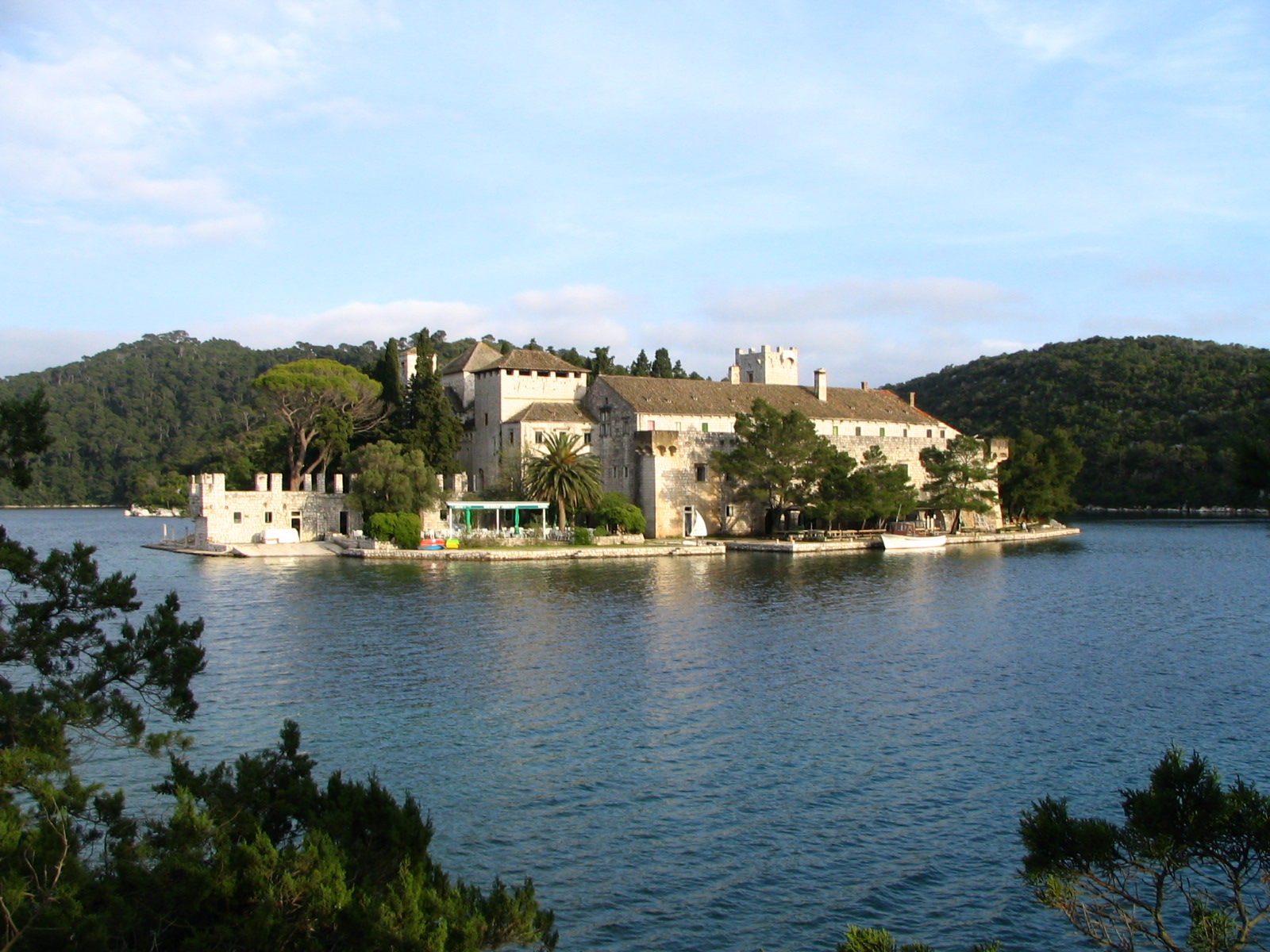
Mosteiro de Santa Maria

A história de Mljet foi descrita pelos geógrafos greco-romanos, que escreveram os primeiros registos e descrições. A ilha foi descrita pela primeira vez por Cílax de Carianda no século VI a.C., embora esta ilha também surja no texto Périplo de Pseudo-Cílax. Em ambos os textos chama-se Mélite e com o apoio de Apolónio de Rodes. Agatemero e Plínio, o Velho chamaram à ilha Melita. Agesilau de Anaxarba, que foi governador da Cilícia, foi desterrado para Mljet pelo imperador romano Septímio Severo (145-211).
Mljet é mencionada por volta de 950 pelo imperador bizantino Constantino VII Porfirogénito. A ilha foi fortemente disputada pelas nações croatas de Pagânia e Zaclúmia, até à unificação do Reino da Sérvia no século XII.
Mljet foi considerada como a ilha "Melita" na qual naufragou São Paulo (Atos dos Apóstolos 27:39-28:11) sendo esta hipótese levantada no século X, pelo imperador bizantino Constantino VII. Tal contradiz a opinião de que São Paulo naufragou na ilha mediterrânica de Malta. Existem portos em homenagem a São Paulo em ambas as ilhas.
Os beneditinos de Pulsano (na Apúlia, sul de Itália) tornaram-se nos senhores feudais da ilha em 1151, tendo chegado do Monte Gargano na Itália. Foram até à costa na cala Sutmiholjska e o príncipe sérvio Desa da Câmara de Vojilhavljevic construiu e ofereceu-lhes a Igreja e Mosteiro de Santa Maria no ilhéu no Lago Grande (1187-1198). O Papa Inocêncio III publicou um documento da consagração da igreja em 1198.
A ilha esteva sob domínio de Estêvão Nêmania em 1166-1168. Em 1222, o seu filho Estêvão I da Sérvia, o primeiro Nemanjić coroado como rei dos sérvios, dotou as suas terras de mosteiros e concedeu a igreja em Krkar à Ordem Beneditina de Mljet. Depois de servir como último bastião marítimo sérvio, o imperador Estêvão Uroš V da Sérvia ofereceu a ilha a Balsa I em 1357.
Os beneditinos renunciaram ao seu domínio sobre a ilha em 1345, deixando só um terço da terra. A ilha tem um estatuto e um município em Babino Polje. Foi formalmente anexada pela República de Ragusa em 1410. Segundo o contrato com os beneditinos, o município teve que pagar 300 perperas anuais.
No século XVI, o mosteiro era o centro da Congregação de Mljet (Congregatio Melitensem ou Melitanam), o conjunto de todos os mosteiros de monges beneditinos no âmbito da República de Ragusa. O primeiro presidente da Congregação foi Mauro Vetrani, o abade do mosteiro de Mljet e famoso poeta. Outro grande poeta não era abade - Inácio Giorgi no século XVIII. Conforme passava o tempo, o mosteiro beneditino de Mljet foi perdendo importância, enquanto a sede da Congregação de Mljet se mudou para Sveti Jakov perto de Ragusa.
Em 1809, durante o reinado de Napoleão Bonaparte, o mosteiro de Mljet foi dissolvido. Quando o Império Austríaco tomou conta da ilha,  colocou um espaço de estudo da silvicultura no edifício. Entre as duas guerras mundiais, o edifício era propriedade da Diocese de Ragusa (Dubrovnik). Em 1960 foi reconvertido em hotel e em 1998 foi devolvido à diocese.
A ilha tem uma longa história de danos ecológicos. A fim de aliviar os seus problemas de transporte, os monges escavaram um canal para a costa sul do lago, convertendo assim os lagos de água doce em água salgada.
O segundo incidente está relacionado com a existência de mangustos. Esta espécie foi introduzida na ilha na Idade Média com o intuito de reduzir a povoação de serpentes. Embora os mangustos tenham cumprido esta tarefa, também acabaram por extinguir quase todas as aves da ilha, especialmente comendo os ovos. Hoje em dia a ilha é especialmente pouco habitada por aves. Os mangustos ainda causam danos nas culturas agrícolas.

## Imagens

Mljet
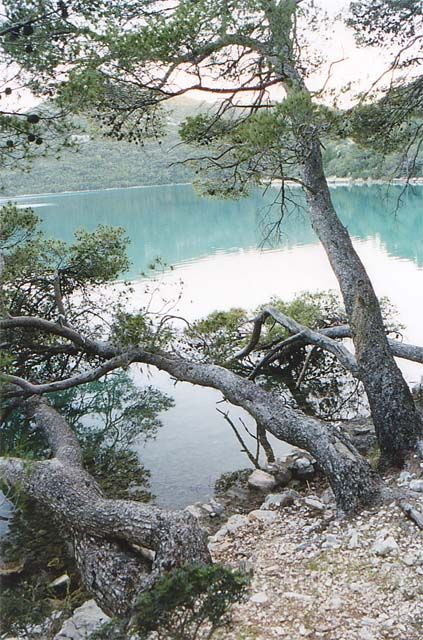
O grande lago (Malo jezero)
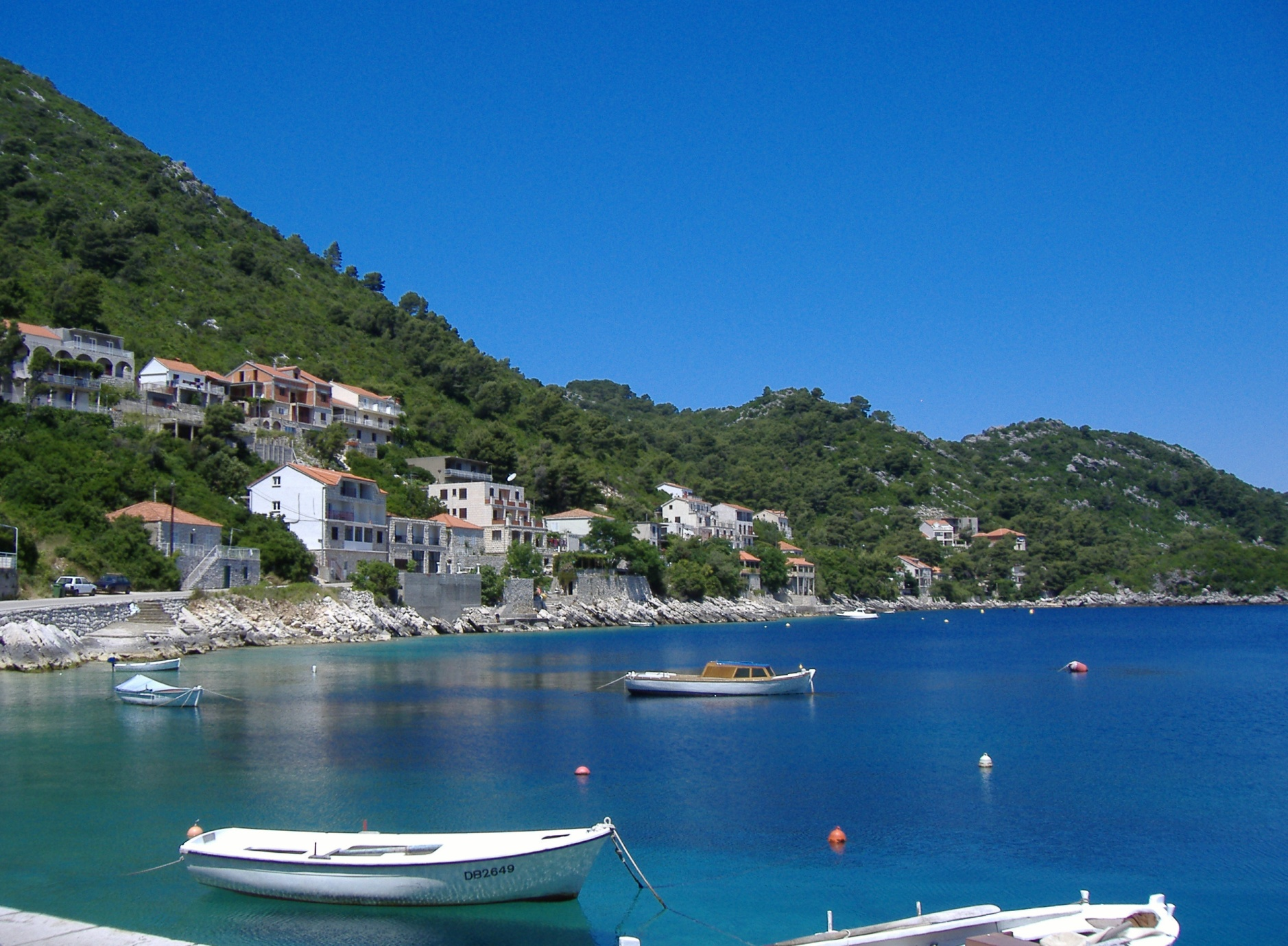
Sobre, o porto principal
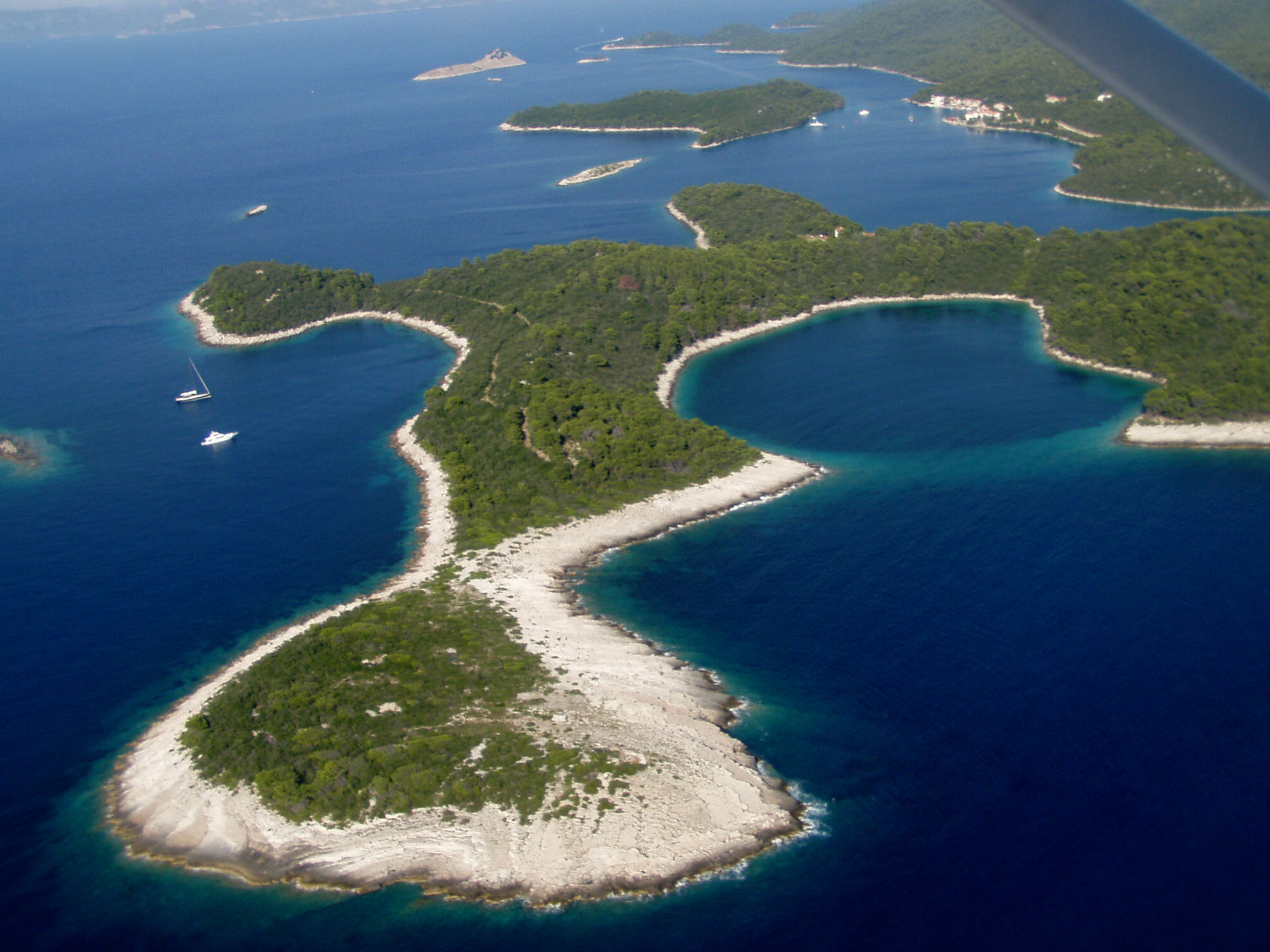
Goli Rat, ponto mais ocidental da ilha
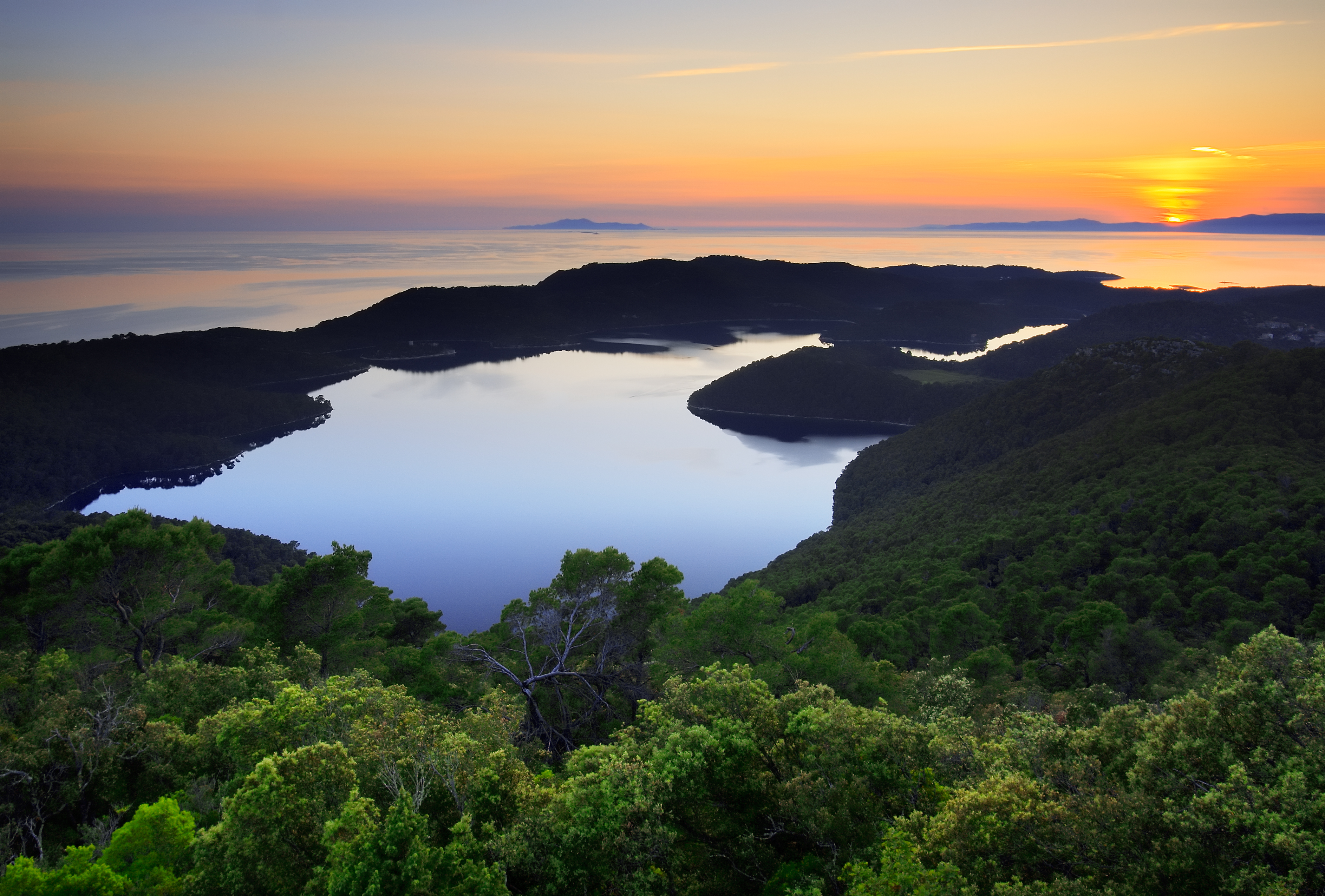
Pôr do sol nos lagos de Mljet